# Nizina Wschodniobałtycko-Białoruska
Nizina Wschodniobałtycko-Białoruska (84) – region geograficzny w Europie Wschodniej obejmujący nizinny obszar oparty o południowo-wschodnie wybrzeże Morza Bałtyckiego, pomiędzy Zatoką Fińską na północy a Wyżyną Wołyńsko-Podolską na południu. Stanowi zachodnią rubież rozległej Niziny Wschodnioeuropejskiej w miejscu jej styku z Niziną Środkowoeuropejską. Krajobraz cechuje się występowaniem równin, wysoczyzn, bagien i jezior polodowcowych. Region, nazywany też Niziną Wschodniobałtycką, rozpościera się głównie na terenach Białorusi, Litwy, Łotwy i Estonii, zachodząc na terytoria Polski, Ukrainy i Rosji.

## Obszar i podział na subregiony
Podczas gdy Bałtyk i Wyżyna Wołyńsko-Podolska tworzą ramy północnego i południowego zasięgu Niziny, jej zachodnia i wschodnia granica nie są wyraźne i traktuje się je umownie. Jerzy Kondracki zachodnie rozgraniczenie z Niziną Środkowoeuropejską wyznaczył w rejonie dolin Pasłęki, dolnego Bugu i górnego Wieprza, zaliczając do Niziny Wschodniobałtyckiej makroregiony Pojezierza Mazurskiego, Niziny Północnopodlaskiej i Polesia Zachodniego. Na wschodzie, mniej więcej na linii górnego i środkowego Dniepru, Nizina Wschodniobałtycka przechodzi w dwie inne Niziny – Środkoworosyjską i Naddnieprzańską.
W regionalizacji Polski i Europy według Jerzego Kondrackiego, Nizina Wschodniobałtycka jest prowincją i dzieli się na pięć podprowincji – Pobrzeża Wschodniobałtyckie, Pojezierza Wschodniobałtyckie, Wysoczyzny Podlasko-Białoruskie, Nizinę Berezyńsko-Desniańską i Polesie. Tak zdefiniowany obszar zajmuje powierzchnię rozciągniętą południkowo na ok. 1200 km i równoleżnikowo na ok. 500 km. W niektórych opracowaniach Polesie bywa traktowane jako odrębna, samodzielna prowincja, a do Niziny Wschodniobałtyckiej włącza się Nizinę Pejpusko-Ilmeńską (ujmowaną zwykle jako część Niziny Środkoworosyjskiej).

## Środowisko przyrodnicze
Nizina Wschodniobałtycka spoczywa na fundamencie prekambryjskiej platformy wschodnioeuropejskiej i pokryta jest płaszczem osadów wieku paleozoicznego, mezozoicznego i kenozoicznego. Rzeźbę, ukształtowaną przez kolejne zlodowacenia plejstoceńskie, cechuje układ pasowy. Najszerszy pas północny, objęty ostatnim zlodowaceniem, posiada krajobraz młodoglacjalny (Pobrzeża i Pojezierza Wschodniobałtyckie), pas środkowy wyróżniają formy staroglacjalne (Wysoczyzny Podlasko-Białoruskie), a w pasie południowym panują podmokłe równiny aluwialne (Polesie, Nizina Berezyńsko-Desniańska). 
W związku z bezodpływowym typem deglacjacji, uwarunkowanym konfiguracją terenu, wody roztopowe lodowców nie wykształciły tutaj pradolin typowych dla sąsiedniej Niziny Środkowoeuropejskiej, lecz zastoiska, z których uformowały się potem rozległe bagna. Odmienna dla obydwu nizin jest geometria ciągów moren czołowych – wschodniobałtyckie zespoły moren naniesione ma mapę układają się w festony, podczas gdy te środkowoeuropejskie tworzą raczej prostsze, łukowate wygięcia. Wysokości bezwzględne terenu rzadko kiedy osiągają 200 m, choć lokalnie wzgórza morenowe przekraczają 300 m (kulminacja Wzgórz Szeskich na Pojezierzu Mazurskim z kotą 309 m, na Białorusi pod Mińskiem najwyższy punkt wznosi się ponad poziom 340 m).
Region znajduje się w strefie klimatu umiarkowanego ciepłego, w dwóch podstrefach – klimatu kontynentalnego i przejściowego między kontynentalnym a morskim. Kontynentalizm obszarów położonych w głębi lądu wyrażają chłodniejsze zimy, cieplejsze lata i mniej obfite deszcze, w porównaniu do reszty regionu. Naturalne formacje roślinne reprezentują wielogatunkowe lasy mieszane z udziałem świerka i sosny – na północy, a na południu – lasy mieszane z przewagą sosny i dębu. Reżim rzeczny ma charakter wschodnioeuropejski z zasilaniem śnieżnym i odpływem wiosennym, kiedy roztopy powodują wysokie stany wód. Głównymi rzekami regionu są Dźwina i Niemen spływające bezpośrednio do Bałtyku oraz Prypeć wpadająca do Dniepru i Morza Czarnego.